# Programma radiofonico

Logo di Morning Edition, un notiziario radiofonico statunitense

Un programma radiofonico o trasmissione radiofonica è un qualsiasi contenuto audio trasmesso a mezzo delle onde radio e ricevibile con degli appositi apparecchi ricevitori. Può essere un programma giornalistico, musicale, culturale o di puro intrattenimento. Può essere trasmesso in diretta, oppure semplicemente registrato prima, e poi mandato in onda in un secondo momento. 

## Storia

### Argentina
L'Argentina è stata un pioniere mondiale nelle trasmissioni, essendo il terzo paese al mondo a effettuare le sue prime trasmissioni regolari nel 1920, essendo stato il primo paese di lingua spagnola in America Latina a offrire trasmissioni radiofoniche quotidiane. Le stazioni principali erano a Buenos Aires e Córdoba. Nel 1921 la trasmissione della musica classica divenne un fatto quotidiano. L'anno successivo, l'assunzione del presidente Marcelo Torcuato de Alvear è stato trasmesso in diretta. Nel settembre 1923 fu emessa la famosa "lotta del secolo" tra Luis Ángel Firpo e Jack Dempsey del Polo Grounds di New York, e nell'ottobre dell'anno successivo fu trasmessa la partita tra la nazionale argentina e quella uruguaiana. Anche in quel periodo vennero messi in onda i primi annunci, detti "reclames". Alla fine del decennio nasce il radiodramma.

### Australia
Come con la maggior parte dei paesi, la maggior parte delle stazioni australiane trasmetteva originariamente musica intervallata da cose come discorsi, copertura di eventi sportivi, trasmissioni in chiesa, tempo, notizie e segnali orari di vario tipo. Praticamente tutte le stazioni avevano anche programmi di interesse per le donne e sessioni per bambini. Fin dall'inizio, i programmi serali nelle ore di punta delle stazioni di Classe A consistevano spesso in trasmissioni in diretta da vari teatri, ad esempio drammi, opere, musical, spettacoli di varietà, vaudeville, ecc. I primi drammi scritti appositamente per la radio furono trasmessi a metà degli anni '20. Negli anni '30, la ABC trasmetteva una serie di programmi britannici provenienti dalla BBC e le stazioni commerciali ricevevano una serie di programmi statunitensi, in particolare i drammi. Si ritiene che la nave mercantile Kanimbla sia l'unica nave al mondo costruita con una stazione di trasmissione incorporata. Il Kanimbla è stato costruito nell'Irlanda del Nord nel 1936 ed è stato progettato principalmente per McEacharn & Co per trasportare passeggeri tra Cairns e Fremantle. La stazione di trasmissione è stata costruita e gestita da AWA e inizialmente è stata dotata della radio con nominativo VK9MI, in seguito 9MI. La stazione ha effettuato una trasmissione sperimentale prima di lasciare l'Irlanda del Nord e un certo numero di tali trasmissioni in mare, sulla strada per l'Australia. La prima trasmissione ufficiale della 9MI nell'aprile del 1939 fu effettuata dalla Great Australian Bight. La stazione trasmetteva in onde corte, di solito un paio di volte a settimana, ma molti dei suoi programmi venivano trasmessi a stazioni commerciali a onde medie che erano anche di proprietà di AWA. Il manager e annunciatore di 9MI (e probabilmente l'unico membro dello staff) era Eileen Foley. 9MI cessò di trasmettere all'inizio della seconda guerra mondiale nel settembre 1939.

### Canada
La storia delle trasmissioni in Canada inizia nel 1919 con i primi programmi di trasmissione sperimentali a Montréal. I Canadesi furono travolti dalla mania radiofonica e costruirono set di ricevitori a cristallo per ascoltare le stazioni americane mentre la Marconi Wireless Telegraph Company of Canada offrì il suo primo ricevitore radiofonico prodotto in commercio (modello "C") nel 1921, seguito dal suo "Marconiphone" Modello I nel 1923. I temi principali della storia della radio canadese includono:
- lo sviluppo della tecnologia ingegneristica;
- la costruzione di stazioni sul territorio e la costruzione di reti;
- l'acquisto e l'uso diffuso di apparecchi radiotelevisivi da parte del grande pubblico;
- dibattiti sulla proprietà statale e privata delle stazioni;
- finanziamento dei mezzi di trasmissione attraverso il governo, canoni e pubblicità;
- il contenuto mutevole della programmazione;
- l'impatto della programmazione sull'identità canadese;
- l'influenza dei media sulla formazione delle risposte del pubblico alla musica, allo sport e alla politica;
- il ruolo del governo del Québec;
- Gusti culturali francofoni e anglofoni;
- il ruolo degli altri gruppi etnici e delle Prime Nazioni;
- i timori dell'imperialismo culturale americano attraverso le onde radio;
- l'impatto di Internet e smartphone sui mezzi di trasmissione tradizionali.

La stazione CKCE iniziò nell'aprile 1922 e fu accolta così bene che la Star andò avanti con i propri studi e strutture di trasmissione, tornando in onda come CFCA alla fine di giugno 1922. A Montréal, un altro giornale, La Presse, mise la propria stazione CKAC in onda alla fine di settembre 1922. Poiché all'epoca c'erano limitazioni governative sulle frequenze radio, CKAC e CFCF si alternavano: uno avrebbe trasmesso una notte e l'altro la notte successiva. Per un certo periodo, il CKAC trasmetteva alcuni programmi in francese e alcuni in inglese: nel 1924, ad esempio, la stazione ritrasmetteva quindici partite di hockey Boston Bruins dalla stazione WBZ di Boston. Nel frattempo, in altre province canadesi, il 1922 fu anche l'anno delle loro prime stazioni, tra cui CJCE a Vancouver e CQCA (che presto divenne CHCQ) a Calgary.

### Cina
La radio è stata introdotta per la prima volta in Cina negli anni '20 e '30. Tuttavia, poche famiglie avevano ricevitori radio. Alcune città avevano stazioni commerciali. La maggior parte dell'uso della radio era per scopi politici, spesso a livello di area locale.
Il Partito Comunista Cinese utilizzò per la prima volta la radio nella provincia di Yanan Shaanxi nel marzo 1940 con un trasmettitore importato da Mosca. La Xinhua New Chinese Radio (XNCR) andò in onda da Yanan il 30 dicembre 1940. XNCR fu trasmessa a un'area geografica più ampia dopo il 1945 e i suoi programmi divennero più regolari e formali con trasmissioni di notizie, annunci ufficiali, bollettini di guerra e arte e programmi letterari.
Il servizio inglese iniziò l'11 settembre 1947, trasmettendo come XNCR da una grotta a Shahe nelle montagne Taihang, quando la Cina era nel mezzo di una guerra civile, per annunciare le aree appena conquistate e trasmettere una prospettiva politica e culturale cinese al mondo in generale.

### Cuba
PWX debuttò in onda il 10 ottobre 1922. Trasmetteva programmi sia in inglese che in spagnolo e il suo segnale veniva facilmente ricevuto di notte in un certo numero di città americane. Un'altra delle prime stazioni a Cuba era di proprietà di Frank Jones, un radioamatore americano e ingegnere capo della Tuinucu Sugar Company. La stazione ha utilizzato sistemi di segnali di chiamata amatoriali ed è andata in onda come 6KW. Alla fine del 1928, PWX iniziò a usare sistemi di segnali di chiamata CMC. Il suo slogan era "Se senti 'La Paloma', sei in sintonia con CMC" (If you hear 'La Paloma', you are in tune with CMC). Come in molti altri paesi, l'interesse per la radio si espanse e nel 1932 Cuba aveva più di trenta stazioni, sparse nelle città di tutta l'isola.

### Francia
Radio Paris iniziò ad operare nel 1922, seguita da Radio Tolosa e Radio Lyon. Prima del 1940 erano operative 14 stazioni radio commerciali e 12 del settore pubblico. Il governo ha esercitato uno stretto controllo sulle trasmissioni radiofoniche. Il dibattito politico non è stato incoraggiato. Nella campagna elettorale del 1932, ad esempio, all'opposizione fu concessa una trasmissione mentre l'incumbent fece numerose trasmissioni elettorali.

### Germania
La prima trasmissione radiofonica civile fu un concerto di Natale del 22 dicembre 1920. La Germania era facilmente servita da un certo numero di stazioni europee a onde medie, inclusa la BBC, ma i nazisti resero illegale per i tedeschi ascoltare le trasmissioni straniere. Durante la guerra, le stazioni tedesche trasmettono non solo propaganda di guerra e intrattenimento per le forze tedesche disperse in Europa, ma anche avvisi di incursioni aeree. C'era un uso massiccio delle onde corte per i programmi "Germany Calling" diretti alla Gran Bretagna e alle forze alleate in tutto il mondo. Goebbels ha anche istituito numerose stazioni naziste che fingevano di provenire dal mondo alleato. La Germania sperimentò le trasmissioni televisive, utilizzando un sistema raster a 180 linee a partire da prima del 1935. La propaganda tedesca affermò che il sistema era superiore al sistema di scansione meccanica britannico.

### Giappone
La prima stazione radio in Giappone fu JOAK, che aprì a Tokyo nel marzo 1925. Fu fondata da Masajiro Kotamura, inventore e ingegnere. Era unica in quanto almeno uno dei suoi annunciatori era una donna, Akiko Midorikawa. JOAK è stata seguita subito dopo da JOBK a Osaka e JOCK a Nagoya. Il National Broadcasting Service, oggi noto come NHK (Nippon Hoso Kyokai), iniziò nell'agosto del 1926. Tutte le stazioni erano sostenute da canoni di licenza: nel 1926, ad esempio, le persone che desideravano ricevere un permesso per possedere un apparecchio radiofonico pagavano un canone in yen al mese al governo. La programmazione sulle stazioni giapponesi degli anni '20 includeva musica, notizie, insegnamento delle lingue (le lezioni erano offerte in inglese, francese e tedesco) e discorsi sull'istruzione. Queste prime stazioni trasmettono in media circa otto ore di programmi al giorno.

### Italia

Guglielmo Marconi e papa Pio XI con il trasmettitore a onde ultracorte in Vaticano a Castel Gandolfo.

Il 5 ottobre 1924 Benito Mussolini fece il primo discorso radiofonico della storia d'Italia da un trasmettitore in prova fornito dalla Marconi Italia che, successivamente, sarebbe diventato la stazione di Roma "Roma-1" nel quartiere di San Filippo situato in Palazzo Corradi in via Maria Cristina nel rione Prati.
Nel 1930, con la creazione della concessionaria Sipra iniziò la trasmissione dei primi spot pubblicitari. Il successo della radio intanto continuava a crescere, grazie alla trasmissione di programmi innovativi e di grande gradimento popolare: il 13 dicembre 1931 viene diffusa la prima radiocronaca dell'incontro di calcio, svoltosi a Torino fra Italia e Ungheria, all'autunno del 1934 risale il primo trionfo della radio grazie alla rivista I quattro moschettieri (prima puntata 13 ottobre), su testi di Nizza e Morbelli. Abbinata a un concorso della casa Perugina, il programma scatenò la caccia alle figurine quotate per i premi. Nel 1934 si contavano 900.000 ascoltatori ma in realtà i "radioamatori" erano più di otto milioni.
Le elezioni presidenziali americane del 1932, si caratterizzano per la presenza della radio che trasmette e diffonde nelle case americane i programmi dei candidati dalla loro viva voce.
Nel 1953 l'avvento della televisione spinge la radio a cercare nuove strategie per reggere la concorrenza del nuovo strumento. La radio avvia la sua programmazione giornaliera e notturna. L'invenzione dell'autoradio e del transistor, trasformano la radio in un oggetto trasportabile ovunque e, negli anni del boom economico essa diventa la colonna sonora del nuovo senso di libertà che si diffonde soprattutto fra i giovani. Nonostante il successo strepitoso della TV, la radio riesce a reggere la concorrenza, grazie alla specializzazione dei programmi e al suo radicamento nel costume popolare.
Fra le trasmissioni più popolari dell'epoca c'erano i "giochi a premi" (odierni quiz) come Il motivo in maschera con Mike Bongiorno e Lelio Luttazzi, Rosso e nero con Corrado e Botta e risposta con Silvio Gigli. Fra i programmi culturali ebbe particolare successo L'approdo. Nel 1959 nasce Tutto il calcio minuto per minuto, una delle trasmissioni più popolari della radio italiana, tuttora in onda.

### Messico
Nel novembre 1923 CYL a Città del Messico andò in onda con musica (sia canti popolari che concerti di danza popolare), servizi religiosi e notizie. Il CYL ha usato come slogan "El Universal" e "La Casa del Radio", e ha conquistato il governo, dando ai candidati politici l'opportunità di utilizzare la stazione per fare campagna. Il suo segnale era così potente che a volte veniva persino ricevuto in Canada.

### Paesi Bassi
Il 6 novembre 1919, il pioniere della radio olandese Hans Henricus Schotanus à Steringa Idzerda iniziò regolari trasmissioni radiofoniche da L'Aia. Poiché si trattava di trasmissioni regolari e il programma era stato annunciato in anticipo sul quotidiano NRC, questo è visto come l'inizio della trasmissione commerciale.

### Regno Unito
Le prime trasmissioni di musica sperimentale, dalla fabbrica Marconi di Chelmsford, iniziarono nel 1920. Due anni dopo, nell'ottobre 1922, un consorzio di produttori radiofonici formò la British Broadcasting Company (BBC); consentivano alcuni programmi sponsorizzati, sebbene non fossero quella che oggi considereremmo una stazione completamente commerciale. Nel frattempo, le prime stazioni radio in Inghilterra furono la stazione sperimentale 2MT, situata vicino a Chelmsford, e la stazione 2LO a Londra: entrambe gestite dalla Marconi Company. Alla fine del 1923, c'erano sei stazioni che trasmettevano regolarmente nel Regno Unito: 2LO di Londra, 2ZY di Manchester e stazioni di Birmingham (5IT), Cardiff, Newcastle e Glasgow.

### Russia
Nel 1922, furono condotte le prime trasmissioni sperimentali a onde corte nel Regno Unito e in Unione Sovietica. Il regime sovietico utilizzò il trasmettitore RV-1 nell'oblast' di Mosca sin dall'inizio, mentre il centro di radiodiffusione a Leningrado avviò le sperimentazioni nel 1925. Ufficialmente, il Settore delle trasmissioni per i lavoratori stranieri in URSS (in russo: Сектора передач для иностранных рабочих в СССР?, traslitterato: Sektora peredač dlja inostrannych rabočich v SSSR) iniziò ad essere trasmesso dalla stazione radio del Consiglio centrale dei sindacati di tutta l'Unione con il primo programma in tedesco. Il 7 novembre, iniziarono le trasmissioni in francese e verso la fine dell'anno anche in inglese.
Le trasmissioni avvenivano due o tre volte alla settimana con una durata totale non superiore a tre ore. Dal 1930, le trasmissioni in lingue straniere iniziarono ad essere quotidiane. Nel 1933, Radio Mosca trasmetteva in otto lingue del mondo e 13 nel 1939. Tra le lingue utilizzate vi erano l'inglese, il tedesco, il francese, l'italiano, l'indonesiano e l'arabo, e la radio trasmetteva su onde medie e corte. Ai microfoni di Radio Mosca parlarono i rappresentanti di tutti i principali partiti europei comunisti o di sinistra nonché i leader del Comintern. La trasmissione riferiva i risultati dei piani quinquennali e delle trasformazioni socialiste nell'URSS, le tesi sulla politica estera sovietica e delle critiche al fascismo e al nazismo.

### Stati Uniti

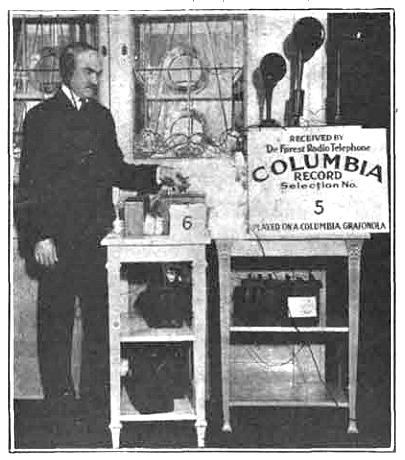
Lee DeForest trasmette i record fonografici della Columbia sulla pionieristica stazione di New York 2XG, nel 1916.

La stazione radio Pioneer 2XG, nota anche come "Stazione di Highbridge", era una stazione sperimentale situata a New York City e concessa in licenza alla DeForest Radio Telephone and Telegraph Company. È stata la prima stazione a utilizzare un trasmettitore a tubo a vuoto per effettuare trasmissioni radiofoniche con un programma regolare. Dal 1912 al 1917 Charles Herrold fece trasmissioni regolari, ma utilizzò un trasmettitore ad arco. Passò a un trasmettitore a tubo a vuoto quando riprese le attività di trasmissione nel 1921. Herrold coniò i termini broadcasting e narrowcasting.
Nel 1931, la maggior parte delle famiglie statunitensi possedeva almeno un ricevitore radio. Nel 1934, diverse stazioni indipendenti formarono il Mutual Broadcasting System per lo scambio di programmi sindacati, tra cui The Lone Ranger e Amos 'n' Andy. Prima del 1927, la radio statunitense era supervisionata dal Dipartimento del Commercio. Quindi, il Radio Act del 1927 ha creato la Federal Radio Commission (FRC).

## Galleria d'immagini

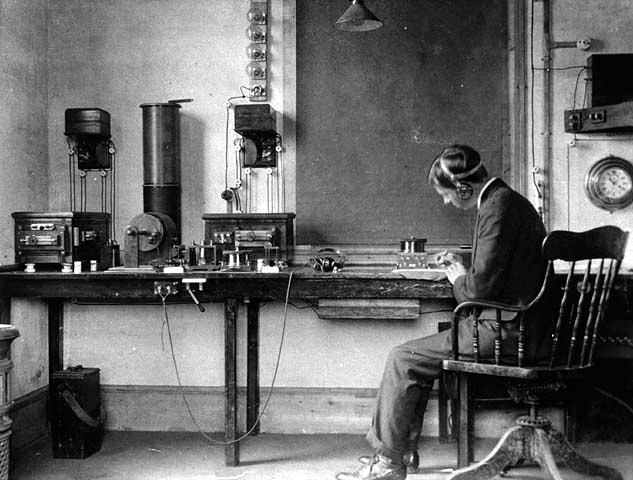
La Marconi Company è stata costituita in Inghilterra nel 1910. La foto mostra una tipica scena iniziale, del 1906, con il dipendente Marconi Donald Manson a destra.
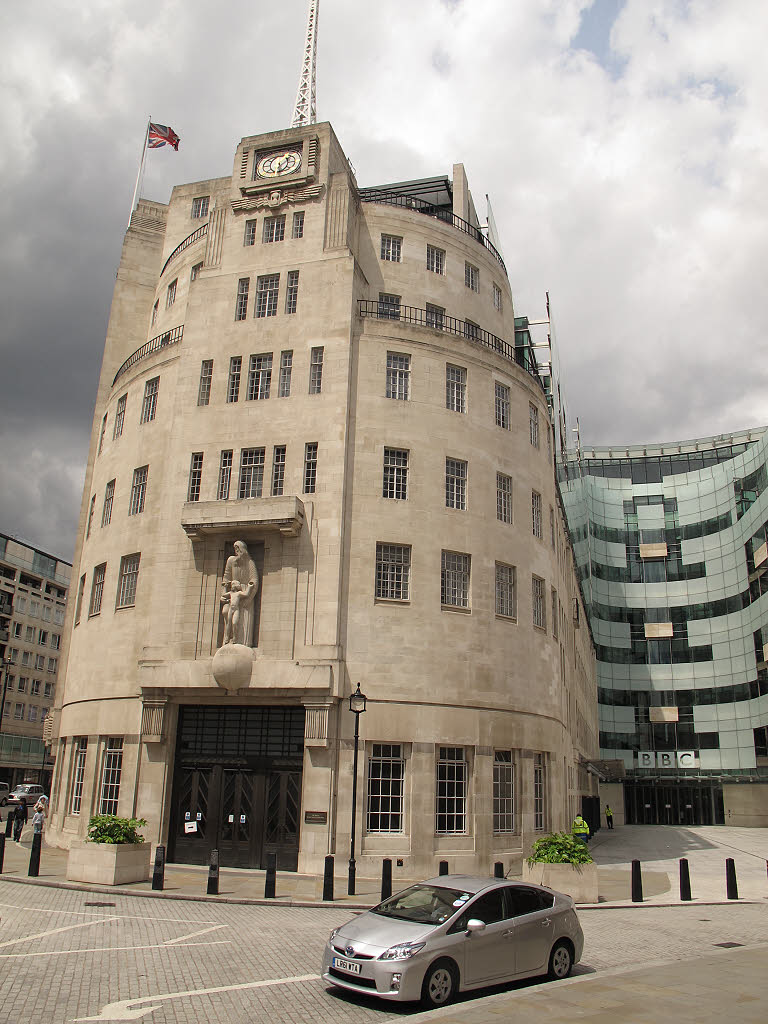
Il punto di riferimento e iconico quartier generale londinese della British Broadcasting Corporation, Broadcasting House, è stato aperto nel 1932.
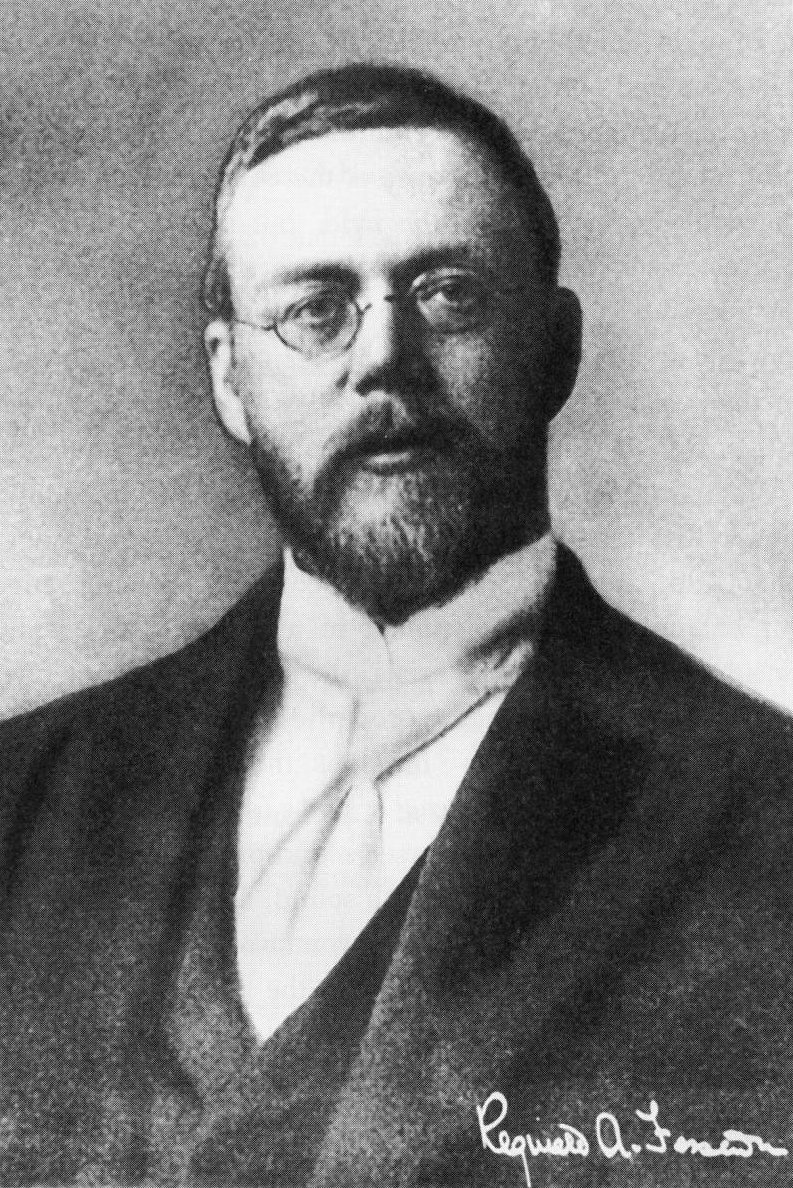
Reginald Fessenden, il padre delle trasmissioni radiofoniche negli Stati Uniti.
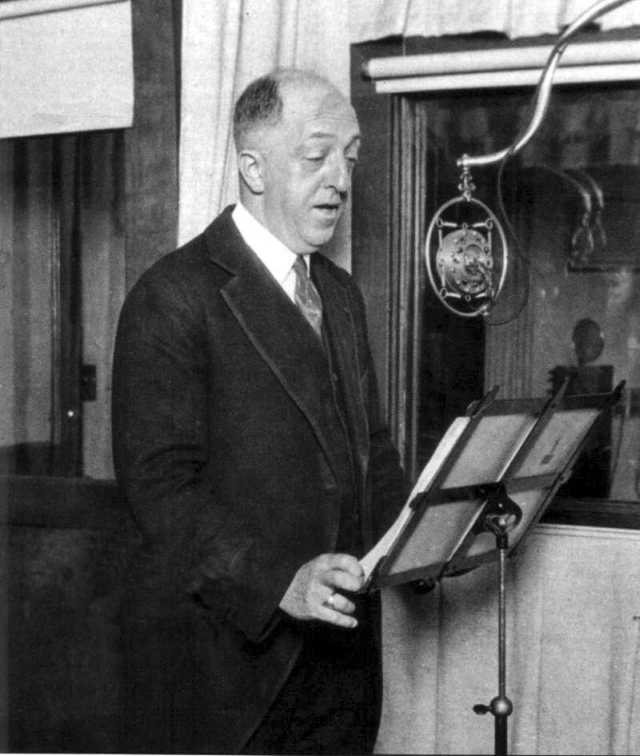
"Doc" Herrold è mostrato al microfono di KQW, all'inizio degli anni '20.
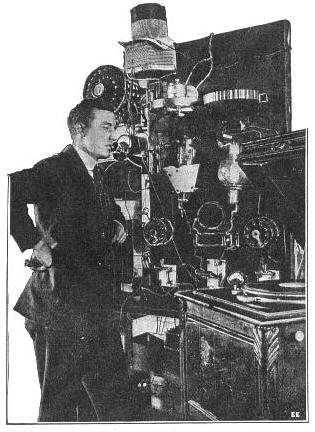
Charles Logwood trasmette alla stazione 2XG, New York City, novembre 1916.
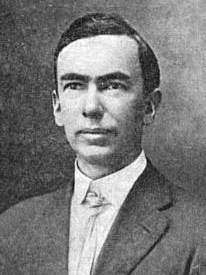
Il pioniere della radiodiffusione Frank Conrad in un ritratto del 1921.
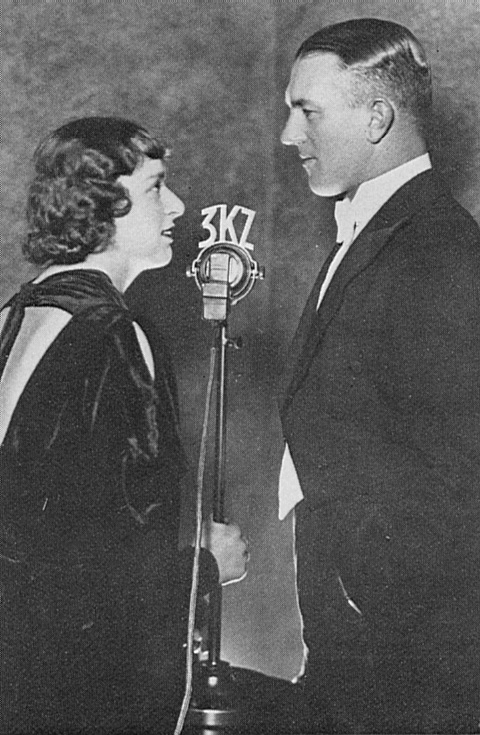
Naomi ("Joan") Melwit e Norman Banks al microfono 3KZ, alla fine degli anni '30.
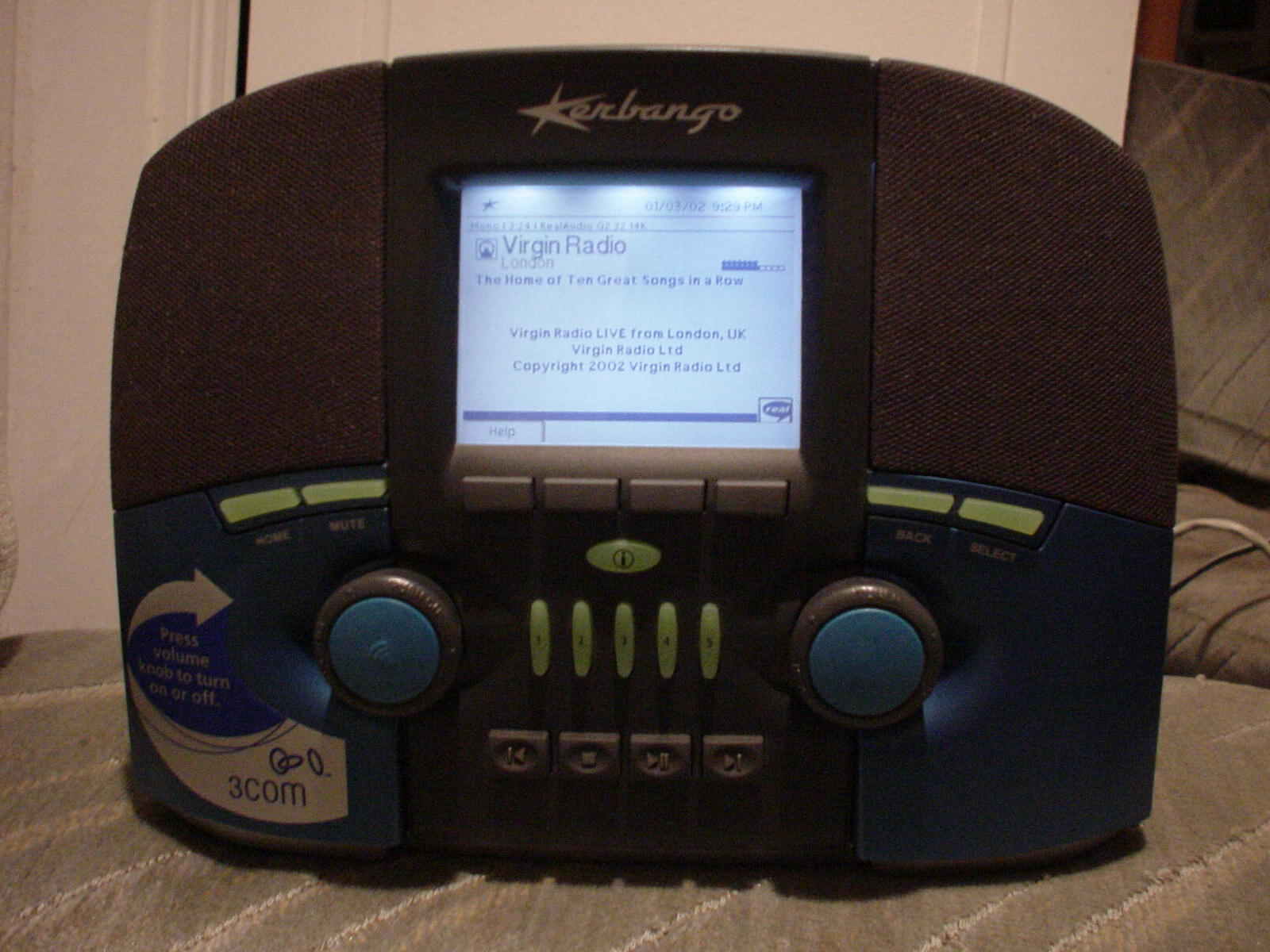
La "Kerbango Internet Radio" è stato il primo prodotto autonomo che ha consentito agli utenti di ascoltare la radio Internet senza un computer.
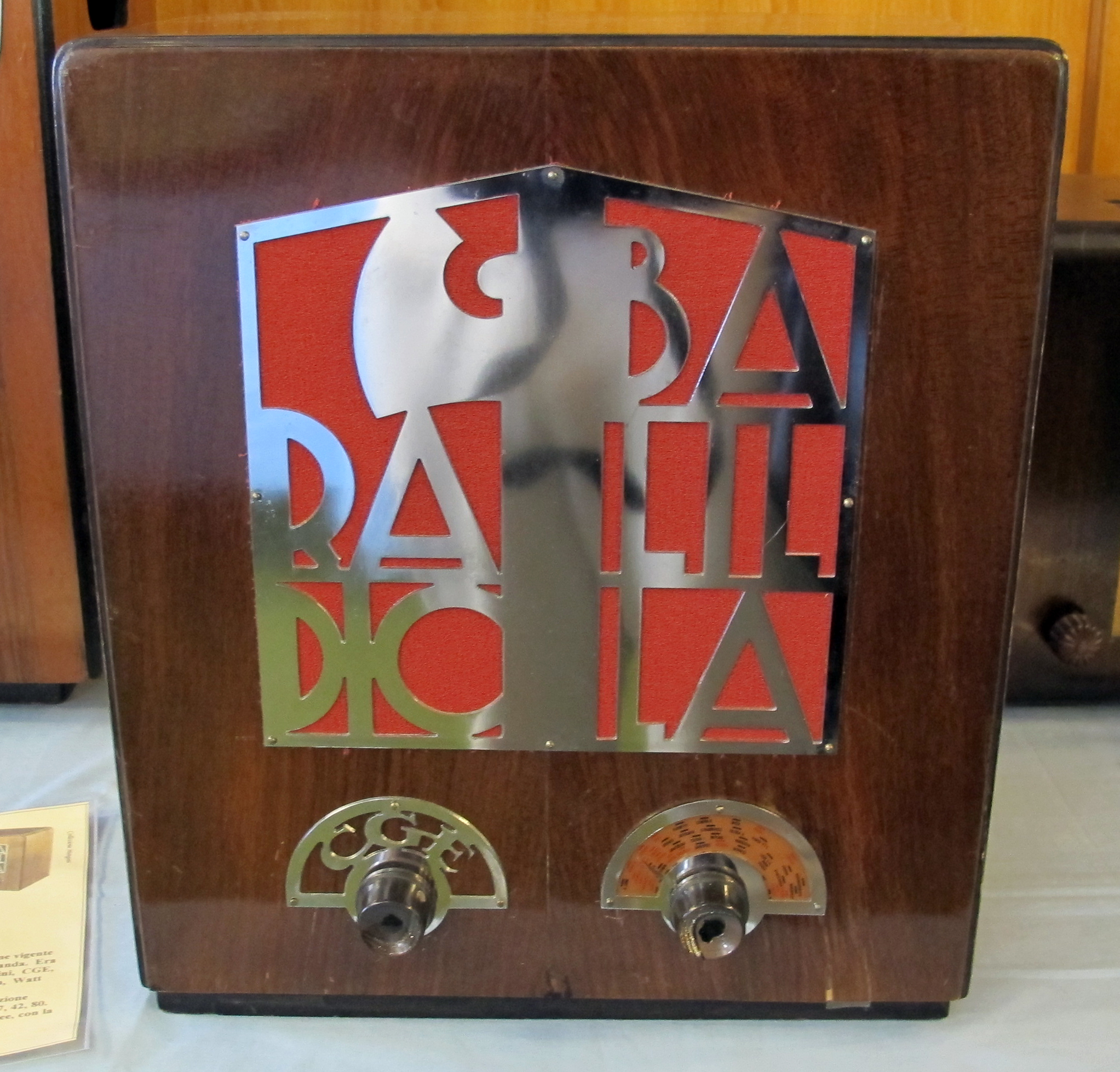
Radio Balilla di produzione Telefunken (Italia), 1937
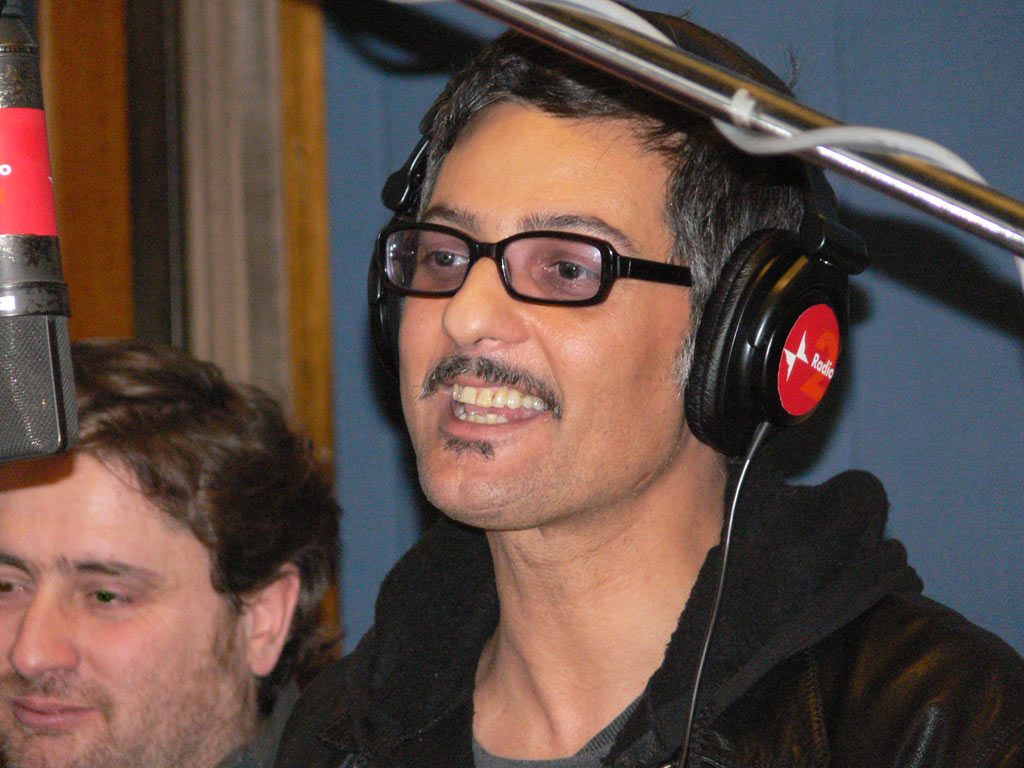
Fiorello, famoso conduttore radiofonico italiano
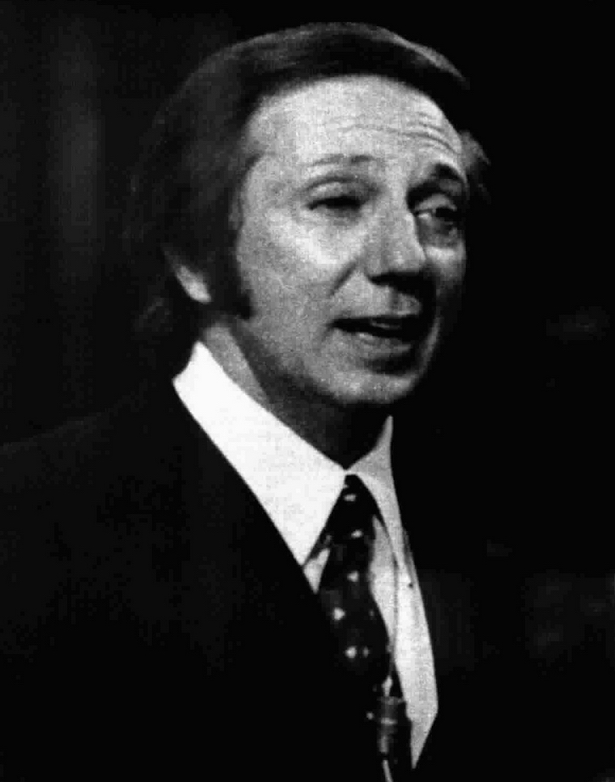
Mike Bongiorno, originariamente conduttore radiofonico (successivamente televisivo) italiano
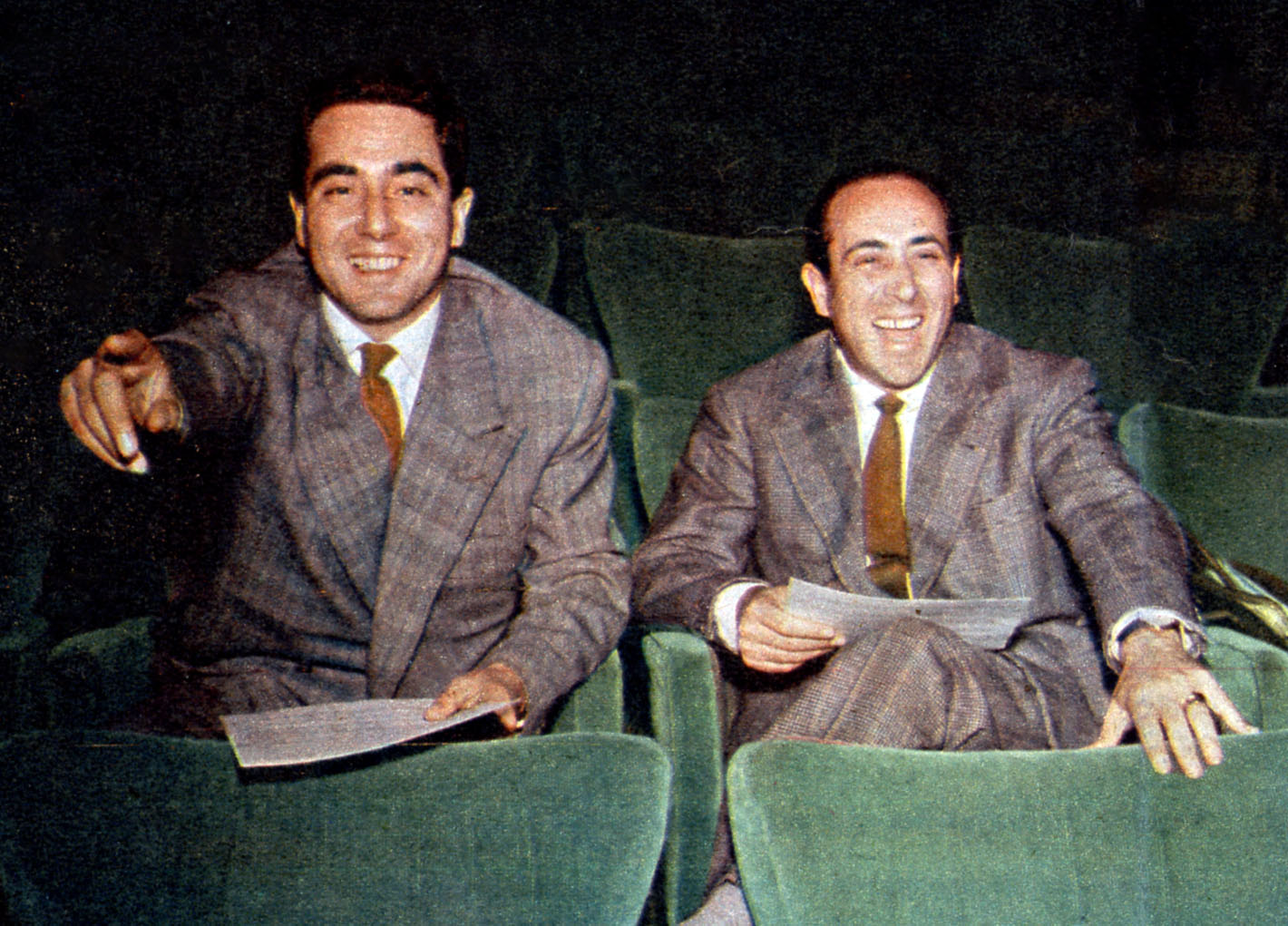
Corrado con il fratello Riccardo Mantoni, presentatore e regista del programma Rosso e nero (1951-1957), la trasmissione madre dei salotti radiofonici e televisivi italiani.

### Gran Bretagna
- Briggs Asa. The BBC—the First Fifty Years (Oxford University Press, 1984).
- Briggs Asa. The History of Broadcasting in the United Kingdom (Oxford University Press, 1961).
- Crisell, Andrew An Introductory History of British Broadcasting. (2nd ed. London: Routledge, 2002)
- Scannell, Paddy, and Cardiff, David. A Social History of British Broadcasting, Volume One, 1922-1939 (Basil Blackwell, 1991).
- Street, Sean. A Concise History of British Radio, 1922-2002 (Kelly Publications, 2002)

### Stati Uniti
- Aitkin Hugh G. J. The Continuous Wave: Technology and the American Radio, 1900-1932 (Princeton University Press, 1985).
- Barnouw Erik. The Golden Web (Oxford University Press, 1968); The Sponsor (1978); A Tower in Babel (1966). Comprehensive history of American broadcasting
- Catsis, John. Sports Broadcasting (1996)
- Covert Cathy, and Stevens John L. Mass Media Between the Wars (Syracuse University Press, 1984).
- Cox, Jim. Radio Journalism in America: Telling the News in the Golden Age and Beyond (McFarland, 2013)
- Craig, Douglas B. Fireside Politics: Radio and Political Culture in the United States, 1920-1940 (2005)
- Dunning, John. On The Air: The Encyclopedia of Old-Time Radio, Oxford University Press, 1998. ISBN 0-19-507678-8
- Ewbank Henry and Lawton Sherman P. Broadcasting: Radio and Television (Harper & Brothers, 1952).
- Gibson George H. Public Broadcasting; The Role of the Federal Government, 1919-1976 (Praeger Publishers, 1977).
- Jackaway; Gwenyth L. Media at War: Radio's Challenge to the Newspapers, 1924-1939 (Praeger, 1995)
- Lackmann, Ron. Encyclopedia of American Radio (2nd ed. 2000), Over 1000 short articles; not much changed from first edition which was entitled Same Time...Same Station (1995).
- Lazarsfeld Paul F. The People Look at Radio (University of North Carolina Press, 1946).
- McChesney; Robert W. Telecommunications, Mass Media, and Democracy: The Battle for the Control of U.S. Broadcasting, 1928-1935 Oxford University Press, 1994
- Maclaurin W. Rupert. Invention and Innovation in the Radio Industry (The Macmillan Company, 1949).
- McCourt; Tom. Conflicting Communication Interests in America: The Case of National Public Radio (Praeger Publishers, 1999) online
- Meyers, Cynthia B. A Word from Our Sponsor: Admen, Advertising, and the Golden Age of Radio (2014)
- Ray William B. FCC: The Ups and Downs of Radio-TV Regulation (Iowa State University Press, 1990); on USA
- Rosen Philip T. The Modern Stentors; Radio Broadcasting and the Federal Government 1920-1934 (Greenwood Press, 1980).; on USA
- Slater Robert. This... is CBS: A Chronicle of 60 Years (Prentice Hall, 1988).
- Smith, F. Leslie, John W. Wright II, David H. Ostroff; Perspectives on Radio and Television: Telecommunication in the United States Lawrence Erlbaum Associates, 1998
- Sies, Luther F. Encyclopedia of American Radio: 1920-1960 (2d ed. 2 vol 2014)
- Sterling, Christopher, and Kittross John M. Stay Tuned: A Concise History of American Broadcasting (Wadsworth, 1978).
- White Llewellyn. The American Radio (University of Chicago Press, 1947).